# Station Nieuwpoort-Stad
Station Nieuwpoort-Stad is een voormalig spoorwegstation langs spoorlijn 74 (Diksmuide-Nieuwpoort) in de stad Nieuwpoort.
0,0: Kaaskerke ·
5,9: Pervijze ·
7,6: Booitshoeke ·
10,1: Ramskapelle ·
13,2: Nieuwpoort-Stad ·
15,8: Nieuwpoort-Bad